# Црна топола
Црна топола (лат. Populus nigra) врста је тополе која припада фамилији врба (лат. Salicaceae) и подкласи Dilleniidae.

## Опис
Црна топола је дводомо листопадно дрво, средње величине. Достиже висину 20-35 метара, ретко 40. Стабло у пречнику достиже дебљину од 1,5 метар, али може бити и шире, до 3 метра. Препознаје се по испуцалој кори, која има карактеристичну пепељастосиву боју. Ретко се среће мање-више глатка кора. Стабло на врху образује широку, веома разгранату крошњу. Она ретко може имати пирамидалан изглед. На голим и сјајним гранама се уочавају крупне лентицеле. Пупољци су са смоластом превлаком, купасто зашиљени.
Листови су појединачни, ободом цели, троугластог или ромбичног облика и на врху зашиљени. При  основи су клинасто проширени.  Са лица (абаксијалне стране) су сјајно зелене боје. Листови се налазе на лисним дршкама, које могу бити и до 7цм дугачки. Распоред листова је наизменичан (спиралан). Листови док су млади имају благо црвенкасту нијансу.

Биљка је дводома. Мушки и женски цветови се образују на различитим индивидуама.  Црна топола се опрашује ветром (анемофилно). Због тога формира ситне, неугледне цветове, који су груписани у цвасти ресе. Период цветања је од марта до маја. Мушки цветови граде цваст ресу, у којој сваки цвет има до 35 прашника. За црну тополу су карактеристичне антере прашника, које су изразито црвене боје. Цваст достиже дужину до 7,5цм. Женске ресе су краће од мушких, обично дуге 4-5цм. Тучак формира жигове који су повијени уназад и жуте боје. Плодник се састоји од два оплодна листића (карпеле).

Као плод се јавља чаура са много семених заметака. Чаура је јајастог или елиптичног облика и зеленосмеђе је боје. Семена се, након што изађу из чауре, разносе ветром (анемохорија). На семенима се образује велики број дугих, танких длачица, које олакшавају њихово разношење ветром. Период плодоношења је мај месец и тада је често да се семена налазе у ваздуху у великом броју. Црна топола има велики алергени потенцијал.

## Распрострањеност и екологија
Црна топола се јавља у Европи, југозападној и централној Азији и северозападној Африци. То је једна од најчешћих врста тополе код нас. Често се налази заједно са белом тополом (лат. Populus alba) и белом врбом (лат. Salix alba), које такође припадају фамилији врба. Поред тога, може се наћи и у шумама храста и граба. Обично расте у нижим пределима, на влажном земљишту. Честа је у ритским шумама. Расте у средњој, источној и западној Европи, западном Сибиру и у западној и централној Азији. У Србији је веома распрострањена.